# Gold (álbum de Asia)
Gold es un álbum recopilatorio de la banda británica de rock progresivo Asia y fue publicado por Geffen Records en 2005.    Este compilado fue relanzado en el 2008, 2009 y 2012 por la discográfica Universal Distribution.
Este disco remasterizado contiene los más grandes éxitos de la banda, como «Heat of the Moment» y «Only Time Will Tell». Por si fuera poco, además incluye todas las canciones de los álbumes de estudio Asia, Alpha, Astra, el EP Aurora (que fue publicado solo en Japón) y el lado B de su primer compilatorio Then & Now, todos lanzados de 1982 a 1990.
Gold fue remasterizado en los estudios Universal Mastering, en Los Ángeles, California, EE. UU.

## Lista de canciones

### Disco uno
| Side one |                                     |                                      |          |  |
| N.º      | Título                              | Escritor(es)                         | Duración |  |
| 1.       | «Heat of the Moment»                | John Wetton / Geoff Downes           | 3:49     |  |
| 2.       | «Only Time Will Tell»               | Wetton / Downes                      | 4:44     |  |
| 3.       | «Sole Survivor»                     | Wetton / Downes                      | 4:46     |  |
| 4.       | «One Step Closer»                   | Wetton / Steve Howe                  | 4:15     |  |
| 5.       | «Time Again»                        | Wetton / Downes / Carl Palmer / Howe | 4:43     |  |
| 6.       | «Wildest Dreams»                    | Wetton / Downes                      | 5:10     |  |
| 7.       | «Without You»                       | Wetton / Howe                        | 5:02     |  |
| 8.       | «Cutting It Fine»                   | Wetton / Downes / Howe               | 5:35     |  |
| 9.       | «Here Comes the Feeling»            | Wetton / Howe                        | 5:39     |  |
| 10.      | «Ride Easy»                         | Wetton / Howe                        | 4:26     |  |
| 11.      | «Don't Cry»                         | Wetton / Downes                      | 3:36     |  |
| 12.      | «The Smile Has Left Your Eyes»      | John Wetton                          | 3:12     |  |
| 13.      | «Never in a Million Years»          | Wetton / Downes                      | 3:42     |  |
| 14.      | «My Own Time (I'll Do What I Want)» | Wetton / Downes                      | 4:44     |  |
| 15.      | «The Heat Goes On»                  | Wetton / Downes                      | 4:54     |  |
| 16.      | «Eye to Eye»                        | Wetton / Downes                      | 3:07     |  |
| 17.      | «The Last to Know»                  | Wetton / Downes                      | 4:38     |  |
| 18.      | «True Colors»                       | Wwtton / Downes                      | 3:48     |  |

### Disco dos
| Side one |                                |                                      |          |  |
| N.º      | Título                         | Escritor(es)                         | Duración |  |
| 1.       | «Midnight Sun»                 | Wetton / Downes                      | 3:46     |  |
| 2.       | «Open Your Eyes»               | Wetton / Downes                      | 6:23     |  |
| 3.       | «Daylight»                     | Wetton / Downes                      | 3:32     |  |
| 4.       | «Lyin' to Yourself»            | Wetton / Downes                      | 4:11     |  |
| 5.       | «Go»                           | Wetton / Downes                      | 4:05     |  |
| 6.       | «Voice of America»             | Wetton / Downes                      | 4:24     |  |
| 7.       | «Hard on Me»                   | Wetton / Downes / Palmer             | 3:30     |  |
| 8.       | «Wishing»                      | Wetton / Downes                      | 4:11     |  |
| 9.       | «Rock and Roll Dream»          | Wetton / Downes                      | 6:47     |  |
| 10.      | «Countdown to Zero»            | Wetton / Downes                      | 4:14     |  |
| 11.      | «Love Now Till Eternity»       | Wetton / Downes                      | 4:10     |  |
| 12.      | «Too Late»                     | Wetton / Downes / Palmer             | 4:11     |  |
| 13.      | «Suspicion»                    | Wetton / Downes                      | 3:44     |  |
| 14.      | «After the War»                | Wetton / Downes                      | 5:08     |  |
| 15.      | «Am I in Love?»                | Wetton / Downes                      | 4:23     |  |
| 16.      | «Summer (Can't Last Too Long)» | Wetton / Downes                      | 4:15     |  |
| 17.      | «Prayin' 4 a Miracle»          | Wetton / David Cassidy / Sue Shifrin | 4:18     |  |
| 18.      | «Days Like This»               | Steve Jones                          | 4:04     |  |

## Formación

### Asia
- John Wetton — voz principal, bajo y coros
- Geoff Downes — teclados
- Carl Palmer — batería
- Steve Howe — guitarra

### Músicos adicionales
- Mandy Meyer — guitarra (en las canciones 5 a la 12 del disco dos)
- Scott Gorham — guitarra (en la canción «Summer (Can't Last Too Long»)
- Ron Komie — guitarra (en la canción «Prayin' 4 a Miracle»)
- Steve Lukather — guitarra (en la canción «Days Like These»)